# Amore dopo amore, tour dopo tour
non starei qui a difenderla, non ti chiederei
di credere in lei, lo sai!»
(dal brano "Si sta facendo notte")
Amore dopo amore, tour dopo tour è il terzo album dal vivo di Renato Zero, pubblicato nel 1999.

## Il disco
Il doppio album ripropone brani della tournée seguìta al grande successo del disco dell'anno precedente, Amore dopo amore. Per motivi discografici, sono presenti soltanto pezzi pubblicati con l'etichetta Sony e dunque successivi al 1994. Inoltre, sono presenti ben 6 tracce inedite, una delle quali eseguita dal vivo: "Il circo". I restanti 5 inediti, registrati invece in studio, sono: "Si sta facendo notte", "Appena in tempo" (già apparsa un anno prima, come B-side sul singolo di "Cercami"), "Che strano gioco è", "Al buio" e "Il coraggio delle idee". Da ricordare nell'anno di pubblicazione di questo lavoro, l'imponente tour " Cantiere Fonopoli ", pensato per la raccolta fondi della associazione culturale creata qualche anno prima, con ospiti fissi i balletti di Carla Fracci e dei Momix.

## Tracce
Disco 1:
1. Si sta facendo notte (inedito)
2. L'italiana
3. Cercami
4. Emergenza noia
5. Dimmi chi dorme accanto a me
6. I migliori anni della nostra vita
7. Felici e perdenti
8. L'equilibrista
9. Nei giardini che nessuno sa
10. La grande assente
11. Appena in tempo
12. Che strano gioco è (inedito)

Disco 2:
1. Al buio (inedito)
2. Mi ameresti
3. Erotica apparenza
4. La pace sia con te
5. Figaro
6. L'impossibile vivere
7. Il circo
8. Il coraggio delle idee (inedito)

## Formazione
- Renato Zero - voce
- Paolo Costa, Roberto Gallinelli, Maurizio Galli - basso
- Lele Melotti - batteria
- Phil Palmer, Luciano Ciccaglioni, Adriano Martino - chitarra
- Stefano Senesi - pianoforte e tastiera
- Rosario Jermano - percussioni

## Classifiche

### Classifiche settimanali
| Classifica (1999) | Posizione massima |
| ----------------- | ----------------- |
| Europa            | 26                |
| Italia            | 1                 |

### Classifiche di fine anno
| Classifica (1999) | Posizione |
| ----------------- | --------- |
| Italia            | 13        |